# Chiesa di San Giorgio Diasoritis
La chiesa di San Giorgio Diasoritis è una chiesa ubicata a Nasso e Piccole Cicladi, nella località di Chalki.

## Storia e descrizione
La chiesa venne probabilmente edificata intorno all'XI secolo, periodo in cui fu realizzato anche il ciclo di affreschi che la decora.
La facciata, posta lungo il lato ovest, è caratterizzata da un campanile a vela: superato l'ingresso si accede a un nartece con volta a botte suddiviso in tre campate. Nel nartece si distinguono tre strati di affreschi a carattere funerario; nell'angolo sud-est è un'iscrizione dedicata a Giovanni il Protospatario, un alto funzionario bizantino che probabilmente aveva un ruolo fondamentale sia nell'amministrazione della chiesa che dell'isola. Internamente la chiesa è a pianta quadrata, a croce greca: all'intersezione dei quattro bracci è posta la cupola che poggia su quattro pilasti; i bracci trasversali hanno tutti volta a botte. Nelle pareti nord e sud, posizionati l'uno frontalmente all'altro, sono due arcosoli, con tombe vuote. La chiesa è decorata con un ciclo di affreschi risalente all'XI secolo: in particolare, nella cupola, è il Cristo Pantocratore e nel tamburo i Quatto arcangeli a figura intera. Nell'abside è la raffigurazione della Vergine con il Bambino e nel registro inferiore San Giorgio. Lungo i bracci trasversali sono le rappresentazioni delle Dodici Grandi Feste tra cui la Natività, la Presentazione di Cristo al tempio, il Battesimo, l'Entrata in Gerusalemme, l'Ascensione, la Pentecoste e l'Annunciazione, mentre il resto delle pareti sono affrescate con i ritratti di soldati e martiri. Altri affreschi sono stati realizzati nel XIII secolo e riguardano principalmente il registro inferiore delle pareti e dell'abside.